# Chicago Film Critics Association Awards 2015
La cerimonia di premiazione della 28ª edizione dei Chicago Film Critics Association Awards si è tenuta a Chicago, Illinois, il 16 dicembre 2015, per premiare i migliori film prodotti nel corso dell'anno. Le candidature sono state annunciate il 14 dicembre 2015.

## Vincitori e candidati
I vincitori sono indicati in grassetto.

### Miglior film
- Mad Max: Fury Road, regia di George Miller
- Revenant - Redivivo (The Revenant), regia di Alejandro González Iñárritu
- Il caso Spotlight (Spotlight), regia di Tom McCarthy
- Carol, regia di Todd Haynes
- Inside Out, regia di Pete Docter

### Miglior attore
- Leonardo DiCaprio - Revenant - Redivivo (The Revenant)
- Christopher Abbott - James White
- Jason Segel - The End of the Tour - Un viaggio con David Foster Wallace (The End of the Tour)
- Michael Fassbender - Steve Jobs
- Eddie Redmayne - The Danish Girl

### Migliore attrice
- Brie Larson - Room
- Cate Blanchett - Carol
- Charlotte Rampling - 45 anni (45 Years)
- Saoirse Ronan - Brooklyn
- Charlize Theron - Mad Max: Fury Road

### Miglior attore non protagonista
- Benicio del Toro - Sicario
- Sam Elliott - Grandma
- Mark Rylance - Il ponte delle spie (Bridge of Spies)
- Sylvester Stallone - Creed - Nato per combattere (Creed)
- Michael Shannon - 99 Homes

### Migliore attrice non protagonista
- Alicia Vikander  - Ex Machina
- Jennifer Jason Leigh - Anomalisa
- Jennifer Jason Leigh - The Hateful Eight
- Cynthia Nixon - James White
- Kristen Stewart - Sils Maria (Clouds of Sils Maria)

### Miglior regista
- George Miller - Mad Max: Fury Road
- Todd Haynes - Carol
- Alejandro González Iñárritu - Revenant - Redivivo (The Revenant)
- Tom McCarthy - Il caso Spotlight (Spotlight)
- Adam McKay - La grande scommessa (The Big Short)

### Miglior fotografia
- John Seale - Mad Max: Fury Road
- Emmanuel Lubezki - Revenant - Redivivo (The Revenant)
- Ed Lachman - Carol
- Robert Richardson - The Hateful Eight
- Roger Deakins - Sicario

### Miglior direzione artistica
- Mad Max: Fury Road
- The Assassin (刺客聶隱娘)
- Brooklyn
- Carol
- Crimson Peak

### Miglior montaggio
- Jason Ballantine e Margaret Sixel - Mad Max: Fury Road
- Hank Corwin - La grande scommessa (The Big Short)
- Pietro Scalia - Sopravvissuto - The Martian (The Martian)
- Stephen Mirrione - Revenant - Redivivo (The Revenant)
- Tom McArdle - Il caso Spotlight (Spotlight)

### Miglior colonna sonora originale
- Ennio Morricone - The Hateful Eight
- Carter Burwell - Carol
- Junkie XL - Mad Max: Fury Road
- Disasterpeace - It Follows
- Michael Giacchino - Inside Out

### Migliore sceneggiatura originale
- Tom McCarthy e Josh Singer - Il caso Spotlight (Spotlight)
- Matt Charman, Joel Coen ed Ethan Coen - Il ponte delle spie (Bridge of Spies)
- Alex Garland - Ex Machina
- Quentin Tarantino - The Hateful Eight
- Pete Docter, Meg LeFauve e Josh Cooley - Inside Out

### Migliore sceneggiatura non originale
- Adam McKay e Charles Randolph - La grande scommessa (The Big Short)
- Charlie Kaufman - Anomalisa
- Nick Hornby - Brooklyn
- Emma Donoghue - Room
- Aaron Sorkin - Steve Jobs

### Miglior film d'animazione
- Inside Out, regia di Pete Docter e Ronnie del Carmen
- Anomalisa, regia di Charlie Kaufman e Duke Johnson
- Il viaggio di Arlo (The Good Dinosaur), regia di Peter Sohn
- Snoopy & Friends - Il film dei Peanuts (The Peanuts Movie), regia di Steve Martino
- Shaun, Vita da pecora - Il film (Shaun the Sheep Movie), regia di Richard Starzak e Mark Burton

### Miglior film documentario
- Amy, regia di Asif Kapadia
- Cartel Land, regia di Matthew Heineman
- The Look of Silence, regia di Joshua Oppenheimer
- The Hunting Ground, regia di Kirby Dick
- Where to Invade Next, regia di Michael Moore

### Miglior film in lingua straniera
- Il figlio di Saul (Saul fia), regia di László Nemes (Ungheria)
- The Assassin (刺客聶隱娘), regia di Hou Hsiao-hsien (Taiwan/Cina/Hong Kong)
- The Look of Silence, regia di Joshua Oppenheimer (Danimarca/Norvegia/Finlandia/Regno Unito)
- Il segreto del suo volto (Phoenix), regia di Christian Petzold (Germania)
- White God - Sinfonia per Hagen (Fehér isten), regia di Kornél Mundruczó (Ungheria/Germania/Svezia)

### Miglior regista rivelazione
- Alex Garland - Ex Machina
- Marielle Heller - Diario di una teenager (The Diary of a Teenage Girl)
- Josh Mond - James White
- László Nemes - Il figlio di Saul (Saul fia)
- Bill Pohlad - Love & Mercy

### Miglior performance rivelazione
- Jacob Tremblay - Room
- Christopher Abbott - James White
- Bel Powley - Diario di una teenager (The Diary of a Teenage Girl)
- Géza Röhrig - Il figlio di Saul (Saul fia)
- Amy Schumer - Un disastro di ragazza (Trainwreck)